# Formoso, Minas Gerais
Formoso  este un oraș în Minas Gerais (MG), Brazilia.